# Топологічний індекс
Топологічний індекс (англ. topological index) — числова величина, пов'язана з хімічною будовою молекулярної частинки, особливостями розташування окремих її елементів. Використовується для кореляцій хімічної структури з певними фізичними властивостями, хімічною реактивністю або біологічною активністю сполук. 
Основою для створення топологічних індексів є аналіз структури, виконаний із застосуванням матричного числення (матриць сусідів або матриць топологічних відстаней).